# Petrocosmea oblata
Petrocosmea oblata là một loài thực vật có hoa trong họ Tai voi. Loài này được Craib miêu tả khoa học đầu tiên năm 1919.